# Alika (bướm đêm)
Alika là một chi bướm đêm thuộc họ Noctuidae.